# Osama Rashid
Osama Rashid (en árabe: أسامة رشيد‎; Kirkuk, 17 de enero de 1992) es un futbolista de Irak que juega en la posición de centrocampista para el Zakho F. C. de la Liga de Estrellas de Irak.

## Selección nacional
A nivel de selecciones menores representó a Países Bajos desde la categoría sub-16, con quien jugó en el Campeonato Europeo Sub-17 de la UEFA 2009 y jugó en dos ocasiones con la selección juvenil.
A nivel de selección mayor decidió jugar para Irak, que en ese momento era dirigida por Zico, y su primer partido fue en una derrota por 0-6 ante Brasil en 2011. Luego sería convocado para jugar en la Copa Asiática 2015 en Australia donde alcanzó las semifinales.
Luego Srečko Katanec convoca a Rashid para jugar en la Copa Asiática 2019. Jugó 45 minutos en la victoria por 3–2 ante Vietnam, siendo los únicos minutos que jugó en el torneo.
Cuatro años después fue convocado para jugar en la Copa Asiática 2023 donde incluso anotó un gol en la victoria por 3-1 sobre Indonesia el 15 de enero de 2024 en Al Rayyan.

## Clubes
| Club                  | País         | Año       |
| --------------------- | ------------ | --------- |
| F. C. Den Bosch       | Países Bajos | 2011-2012 |
| Excelsior Maassluis   | Países Bajos | 2012-2013 |
| Alphense Boys         | Países Bajos | 2013-2015 |
| S. C. Farense         | Portugal     | 2015-2016 |
| PFC Lokomotiv Plovdiv | Bulgaria     | 2016-2017 |
| C. D. Santa Clara     | Portugal     | 2017-2021 |
| Gaziantep F. K.       | Turquía      | 2021      |
| Khor Fakkan Club      | EAU          | 2021-2022 |
| F. C. Vizela          | Portugal     | 2022-2024 |
| Erbil S. C.           | Irak         | 2024-2025 |
| Zakho F. C.           | Irak         | 2025-     |

## Palmarés

### Distinciones individuales
| Distinción                                 | Año  |
| ------------------------------------------ | ---- |
| Gol de mes en la Primeira Liga: septiembre | 2018 |